# گلوفیتامب
گلوفیتامب (انگلیسی: Glofitamab) یک پادتن‌های مونوکلونال به‌کارگیرنده دومیزبانه لنفوسیت تی که در درمان لنفوم بزرگ سلول بی منتشر به کار می‌رود. این مولکول از طریق اتصال همزمان به CD20 و CD3، لنفوسیت‌های T بیمار به جنگ با سلول‌های سرطانی می‌کشاند.
گلوفیتامب برای استفاده درمانی در کانادا در مارس ۲۰۲۳، در ایالات متحده آمریکا در ژوئن ۲۰۲۳ و در اتحادیه اروپا در ژوئیهٔ ۲۰۲۳ تأیید شد.

## موارد استفاده
گلوفیتاماب برای درمان لنفوم بزرگ سلول بی منتشر عودکننده یا مقاوم به درمان استفاده می‌شود.

## عوارض جانبی
بر طبق بررسی و اعلام سازمان غذا و داروی ایالات متحده احتمال سندرم آزادسازی سیتوکین جدی یا کشنده با این دارو وجود دارد.